# نوفو أريبوانا
نوفو أريبوانا (بالبرتغالية: Novo Aripuanã‏) هي بلدية تقع في البرازيل في الأمازون (ولاية).[بحاجة لمصدر] يقدر عدد سكانها بـ 20,441 نسمة ومساحتها 41,191 كم2 .